# Білий караван
«Білий караван» (груз. «თეთრი ქარავანი») — радянський чорно-білий художній фільм-драма 1963 року режисерів Ельдара Шенгелаї і Тамаза Меліави, створена на кіностудії «Грузія-фільм». На Каннському кінофестивалі в травні 1964 року картина була номінована на Золоту пальмову гілку.

## Сюжет
Щороку восени з Грузії до прикаспійського степу відправляється білий караван. Це пастухи женуть своїх овець. Один з чабанів молодий хлопець Гела, син Мартія Ахлоурі, найстарішого чабана. На березі Каспійського моря Гела знайомиться з рибалкою Марією. Вони закохуються одне в одного і думають про нові зустрічі. У кожного з молодих є своя мрія: Марія мріє про те, що вони з Гелою будуть жити в будинку її померлого батька, у них народяться діти і всі в їхній родині будуть щасливі. Гела ж мріє про осіле спокійне міське життя, йому набридло постійно поневірятися. І ніхто, навіть Марія, не може відібрати в нього цю мрію.

## У ролях
- Імеда Кахіані — Гела
- Аріадна Шенгелая — Марія (озвучувала Антоніна Кончакова)
- Гіоргі Кікадзе — Вайя
- Спартак Багашвілі — Мартія
- Давид Абашидзе — водій
- Мераб Еліозішвілі — Балта
- Гогуца Купрашвілі — Ківана
- В. Донгузашвілі — Гліхо (озвучивал Яків Бєлєнький)
- Леван Пілпані — епізод
- Грігол Ткабладзе — епізод

## Знімальна група
- Автор сценарію: Мераб Еліозішвілі
- Режисери: Ельдар Шенгелая і Тамаз Меліава
- Другий режисер: Рамаз Шарабідзе
- Оператори: Георгій Калатозішвілі і Леонід Калашников
- Композитор: Іраклій Геджадзе
- Художники-постановники: Дмитро Такайшвілі і Хрістесіє Лебанідзе